# 데브레첸 전투

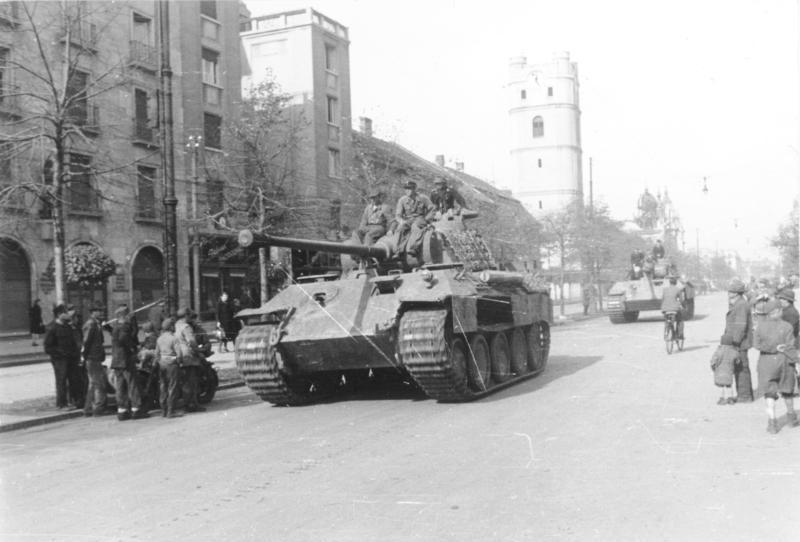
독일의 5호 전차 판터 (1944년 10월 데브레첸에서)

데브레첸 전투(Battle of Debrecen)는 적군이 "데브레첸 공세작전"(Debrecen Offensive Operation)이라고 부르는 전투로, 제2차 세계대전 중 헝가리 왕국 동부 전선 (제2차 세계 대전)에서 1944년 10월 6일부터 29일까지 벌어진 전투이다.
이 공세는 로디온 말리놉스키 원수 휘하의 제2 우크라이나 전선군이 지휘했다. 이는 막시밀리안 프레터-피코(Maximilian Fretter-Pico) 장군의 독일 제6군(II 편대)과 연합군 남부 우크라이나 군집단 소속 헝가리 7군 군단의 반대에 부딪혔다.
독일군과 헝가리군은 약 160km를 후퇴해야 했고, 데브레첸을 전략 목표로 삼은 제2 우크라이나 전선에 맞서 싸웠다.

## 같이 보기
- 헝가리의 역사
- 제2차 세계 대전 기간의 루마니아